# باث
باث (بالإنجليزية: Bath)‏ هي مدينة تقع في جنوب غرب إنجلترا. يبلغ عدد سكانها حوالي 84,000 نسمة. تعتبر باث من إحدى أهم المدن السياحية في بريطانيا. تقع 159 كم غرب لندن و 21 كم جنوب شرق مدينة بريستول. يقع بالقرب منها الموقع الاثري ستونهنج وهو مدرج من ضمن قائمة التراث العالمي لمنظمة اليونيسكو عام 1987. المدينة مشهورة بحمامتها الاستجمامية والعلاجية التي تغذيها ثلاث ينابيع حارة, ويعود تاريخ استخدام حمامتها لزمن الرومان. اقتصاد المدينة اليوم قائم بشكل أساسي على السياحة وأيضا التعليم. توجد في باث جامعتين بريطانيتين وهما جامعة باث المرموقه وجامعة باث سبا.

## المناخ
يظهر الجدول التالي التغييرات المناخية على مدار السنة لباث:
| البيانات المناخية لـباث           | البيانات المناخية لـباث | البيانات المناخية لـباث | البيانات المناخية لـباث | البيانات المناخية لـباث | البيانات المناخية لـباث | البيانات المناخية لـباث | البيانات المناخية لـباث | البيانات المناخية لـباث | البيانات المناخية لـباث | البيانات المناخية لـباث | البيانات المناخية لـباث | البيانات المناخية لـباث | البيانات المناخية لـباث |
| الشهر                             | يناير                   | فبراير                  | مارس                    | أبريل                   | مايو                    | يونيو                   | يوليو                   | أغسطس                   | سبتمبر                  | أكتوبر                  | نوفمبر                  | ديسمبر                  | المعدل السنوي           |
| --------------------------------- | ----------------------- | ----------------------- | ----------------------- | ----------------------- | ----------------------- | ----------------------- | ----------------------- | ----------------------- | ----------------------- | ----------------------- | ----------------------- | ----------------------- | ----------------------- |
| الدرجة القصوى °م (°ف)             | 15.7 (60.3)             | 16.4 (61.5)             | 22.2 (72.0)             | 26.5 (79.7)             | 30.1 (86.2)             | 33.4 (92.1)             | 34.2 (93.6)             | 35.3 (95.5)             | 31.2 (88.2)             | 26.3 (79.3)             | 18.2 (64.8)             | 16.0 (60.8)             | 35.3 (95.5)             |
| متوسط درجة الحرارة الكبرى °م (°ف) | 7.6 (45.7)              | 7.9 (46.2)              | 10.5 (50.9)             | 13.3 (55.9)             | 16.7 (62.1)             | 19.7 (67.5)             | 21.7 (71.1)             | 21.5 (70.7)             | 18.8 (65.8)             | 14.6 (58.3)             | 10.7 (51.3)             | 8.0 (46.4)              | 14.3 (57.7)             |
| متوسط درجة الحرارة الصغرى °م (°ف) | 1.9 (35.4)              | 1.7 (35.1)              | 3.5 (38.3)              | 4.6 (40.3)              | 7.5 (45.5)              | 10.4 (50.7)             | 12.5 (54.5)             | 12.4 (54.3)             | 10.3 (50.5)             | 7.6 (45.7)              | 4.5 (40.1)              | 2.3 (36.1)              | 6.6 (43.9)              |
| أدنى درجة حرارة °م (°ف)           | −13.7 (7.3)             | −12.3 (9.9)             | −8.8 (16.2)             | −3.2 (26.2)             | 0.3 (32.5)              | 2.5 (36.5)              | 5.2 (41.4)              | 3.1 (37.6)              | −0.6 (30.9)             | −4.2 (24.4)             | −9.2 (15.4)             | −11.6 (11.1)            | −13.7 (7.3)             |
| معدل هطول الأمطار مم (إنش)        | 82.5 (3.25)             | 53.2 (2.09)             | 63.7 (2.51)             | 56.9 (2.24)             | 59.7 (2.35)             | 51.9 (2.04)             | 55.8 (2.20)             | 65.7 (2.59)             | 66.6 (2.62)             | 88.5 (3.48)             | 82.7 (3.26)             | 87.1 (3.43)             | 814.1 (32.05)           |
| ساعات سطوع الشمس الشهرية          | 40.8                    | 66.5                    | 118.9                   | 157.0                   | 190.9                   | 188.8                   | 211.9                   | 202.7                   | 143.9                   | 82.1                    | 51.7                    | 37.7                    | 1٬492٫7                 |
| المصدر: Met Office                |                         |                         |                         |                         |                         |                         |                         |                         |                         |                         |                         |                         |                         |

## توأمة
لباث اتفاقيات توأمة مع كل من:
- براونشفايغ (1971 - )
- ألكمار
- آكس أون بروفانس
- كابوشفار

## أعلام
- تايرون مينغز
- أشلي بارنز
- إدي كوشران
- أديلار الباثي
- بنجامين روبينز
- مارغريت بولي
- آرثر فيليب
- توماس مالتوس